# فليفلة حريفة
الفُلْفُل الحريف أو فلفل شطة أو الفُلْفُل الأحمر أو الفليفلة الحمراء الحريفة أو فليفلة كايين، أو الفليفلة الغينية أو فليفلة الطيور(الاسم العلمي: Capsicum annuum) هي فليفلة حمراء حريفة تستخدم كمنكه في الطعام وللأغراض الطبية. وتسمى بالإنكليزية فليفلة كايين (بالإنجليزية: Cayenne pepper) نسبة لمدينة كايين في غيانا، وهي صنف من نوع الفليفلة الحولية مثل فليفلة قرن الغزال وفليفلة خالابينيو، إلخ.
تجفف الثمار أو تعجن ثم تطحن لتصنع تلك البودرة الحارقة المعروفة بمسحوق الفليفلة الحريفة الحمراء. يستخدم الفليفلة الحريف في تحضير المأكولات الحارة مثل مطبخ سيتشوان أو صلصة الخل. وهو يقيم عامة ب 30000,50000 على سكوفيل كما أنه يستخدم أيضا كإضافة عشبية كما ذكر نيكولاس كلببر في كتابه «الأعشاب الكاملة».

## أصل الكلمة
يُعتقد أن كلمة "cayenne" الإنجليزية هي تحريف لكلمة "kyynha"، والتي تعني "الفليفلة" في لغة توبي القديمة التي كانت تُستخدم في البرازيل. ومن المحتمل أن تكون مدينة كايين في غويانا الفرنسية مرتبطة بالاسم، وربما تم تسمية المدينة باسم الفلفل. استخدم نيكولاس كلبيبر عبارة "الفلفل الحريف" في عام 1652، وتمت إعادة تسمية المدينة بهذا الاسم فقط في عام 1777. ومن المحتمل أيضًا أنه تم تسمية المدبنة باسم نهر كايين.

## زراعته
أهم الأصناف المزروعة من الفليفلة الحريفة هي أصناف الفليفلة الحولية، والتي يمكن زراعتها في عدة مناطق. وتحتاج الثمار إلى ما يقرب من 100 يوم لكي تنضج. ويفضل زراعة الفليفلة الحريفة في الأماكن الرطبة، والدافئة وتربتها غنية بالسماد وفي المناخ الحار. ويبلغ ارتفاع النباتات 2-4 أقدام، وينبغي أن تكون متباعدة ثلاثة أقدام.
الشطة والفليفلة الحارة تتواجد دائمًا في المناطق الشبه استوائية والمناطق الاستوائية، ولكنها تنمو أيضًا في المناطق المعتدلة. ويمكن زراعتها في فصل الشتاء إذا كانت محمية من الصقيع، كما أنها تحتاج إلى بعض الصقل.

## في المطبخ
تعتبر الفليفلة الحريفة من التوابل المعروفة وتستخدم في مجموعة متنوعة من المأكولات. فتستخدم في صنع الرقائق الحارة والأطباق الحريفة، بل هي أيضًا عنصر رئيسي في مجموعة متنوعة من الصلصات الساخنة، لا سيما تلك التي تستخدم كمواد حافظة للخل.
قد يكون مسحوق الفليفلة الحريفة مزيجًا من أنواع مختلفة من الفلفل الحار. أنه يستخدم بشكله الطازج، أو كمسحوق مجفف في المأكولات البحرية، وجميع أنواع أطباق البيض (البيض المبهر، والعجة، والنفيخ)، واللحوم واليخنة، والكسرولات، وأطباق الجبن، الشطة، والكاري. في أمريكا الشمالية، الصنف الأساسي في الفلفل الأحمر المطحون هو الفليفل الحريف. كما أنها تستخدم في بعض أنواع الصلصة الحارة في أمريكا الشمالية، مثل فرانكس ريدهوت، تكساس بيت وشطة كريستال.

## الأمن
تستخدم الكابسيسين (والتي تحتمل أن تكون مشتقة من الفليفلة الحريفة) في إنتاج رشاش الفلفل، والتي تستخدمه الشرطة وأفراد الأمن ويُستخدم أيضًا للدفاع عن النفس.

## معرض الصور

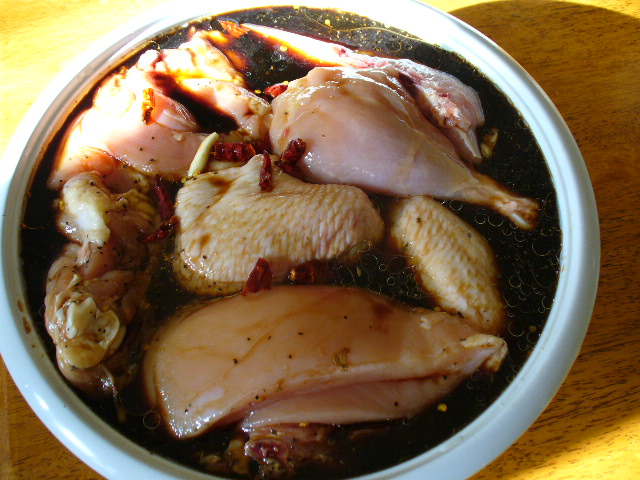
حريف الفليفلة التي استخدمت خلال تتبيل الدجاج
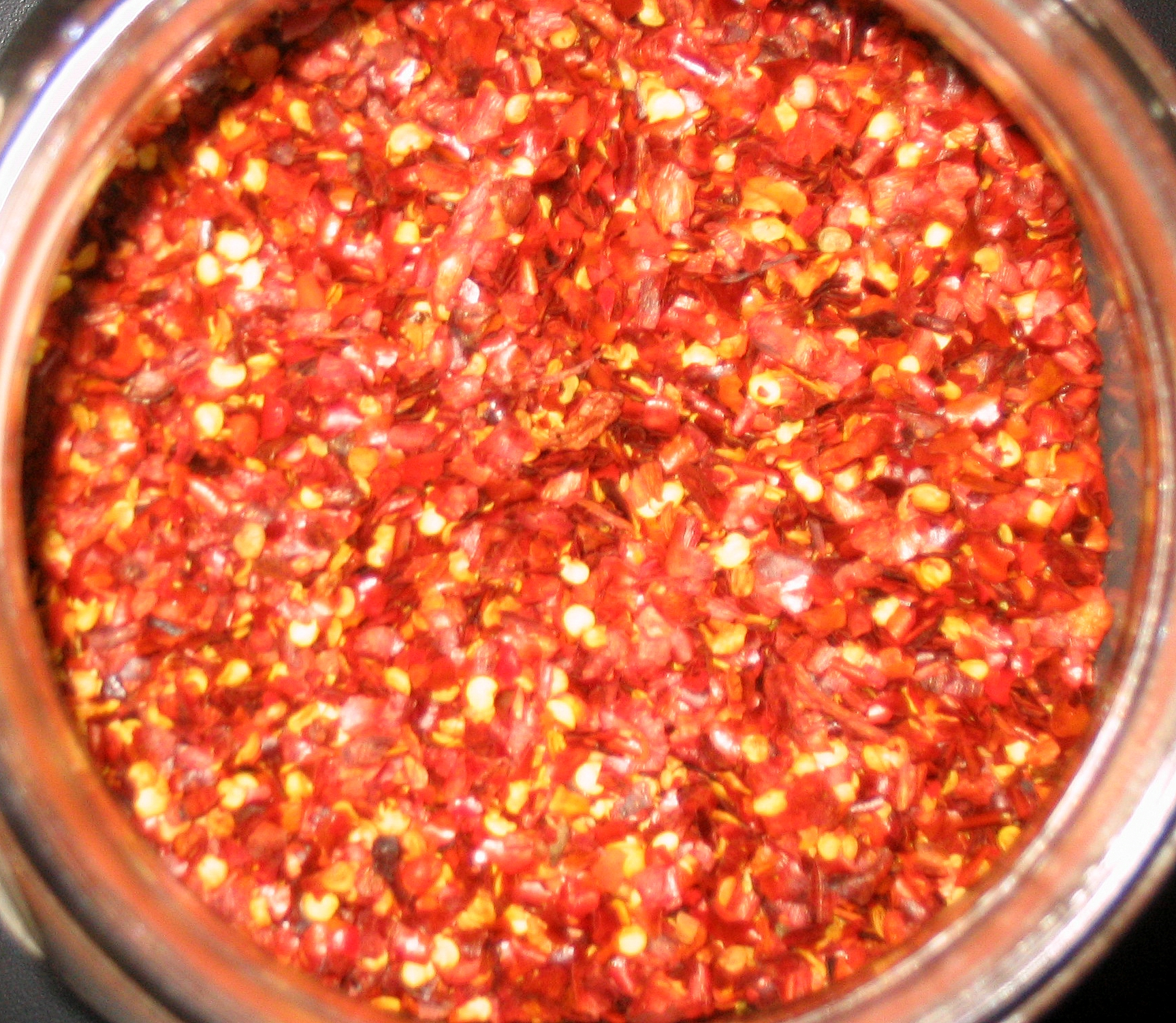
رقائق الفليفلة الحريفة
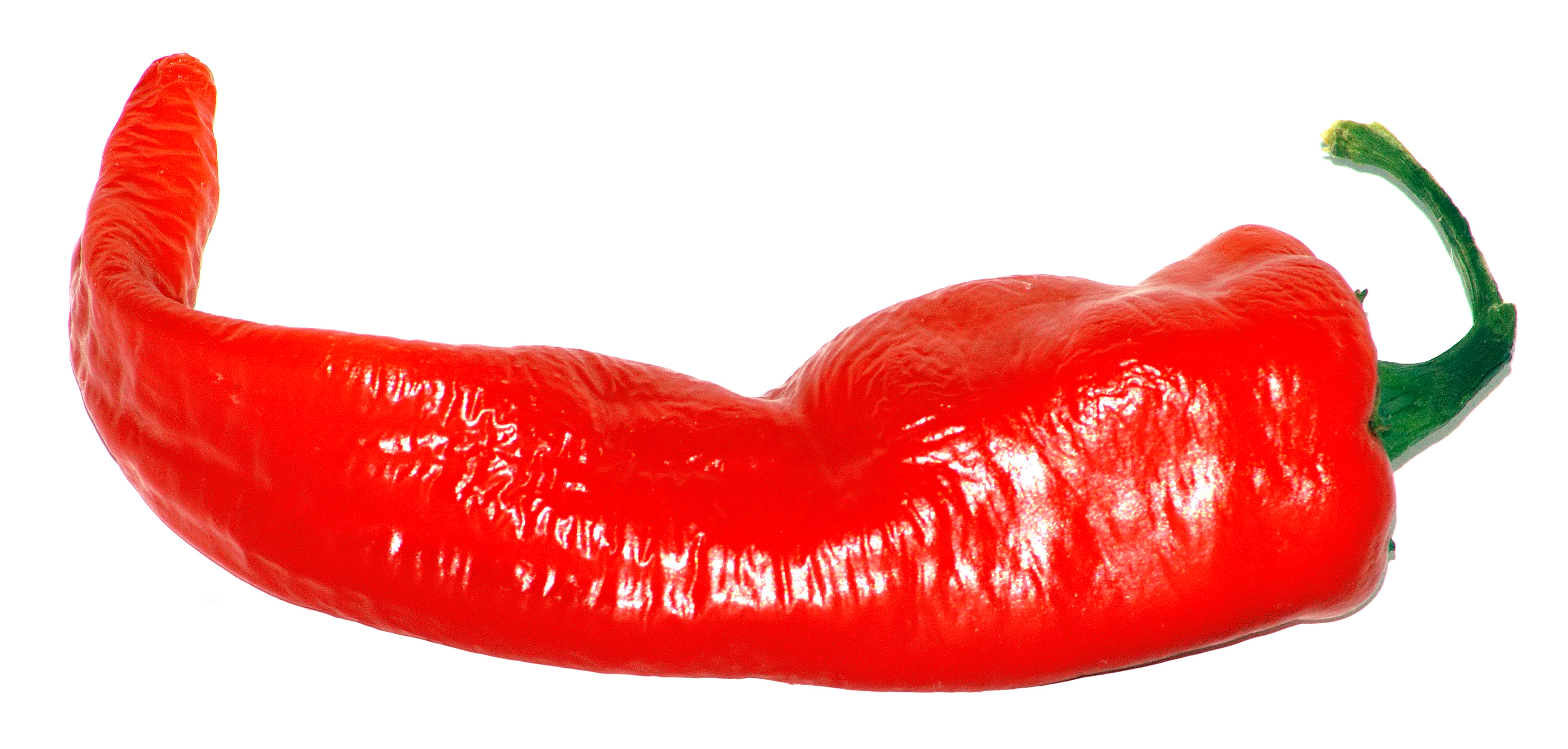
ثمرة فليفلة كبيرة حمراء
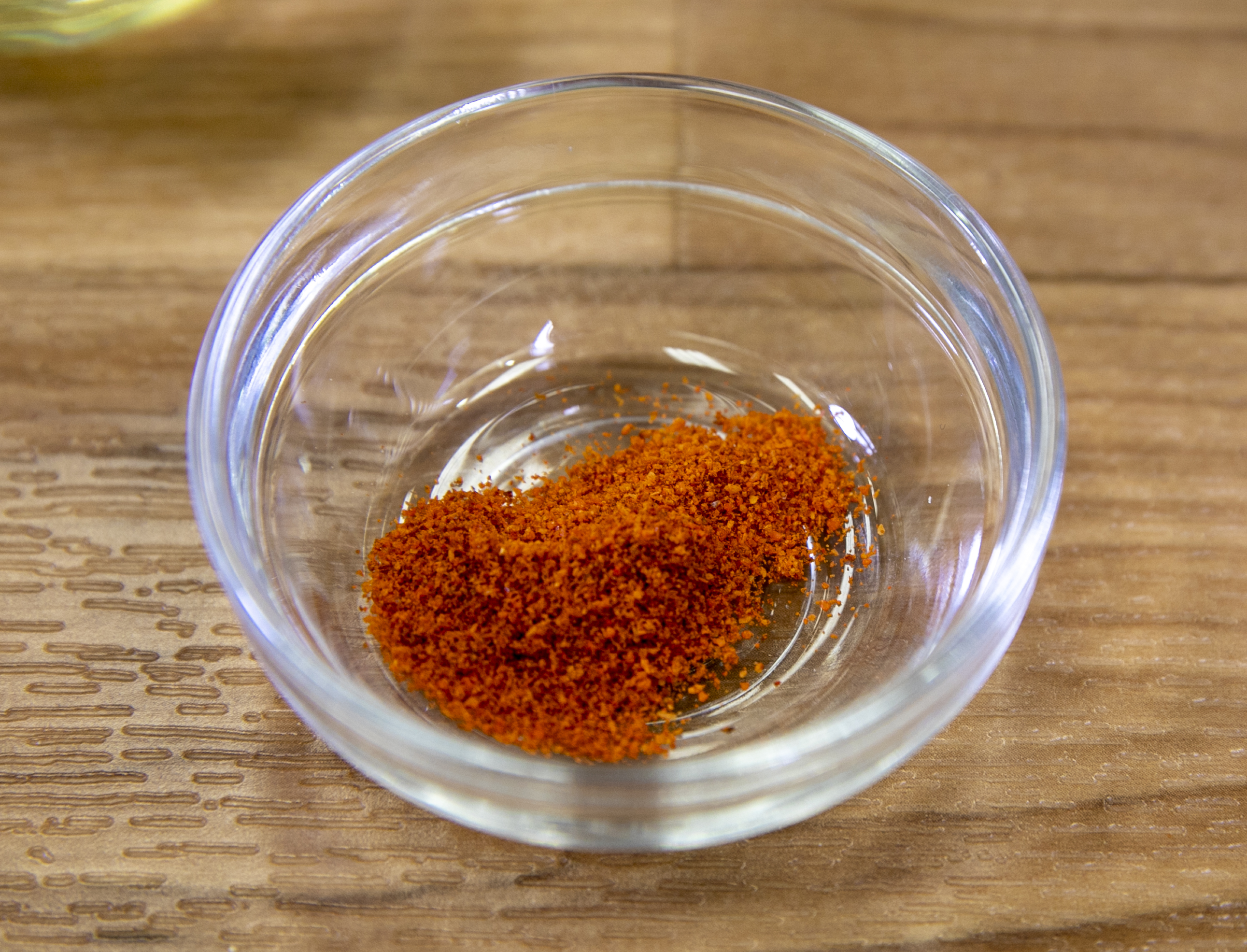
حريف الفليفلة المطحونة

## الملاحظات
- الولايات المتحدة وزارة الزراعة، وزارة الزراعة الأمريكية قاعدة بيانات لمحتوى الفلافونويد من الأطعمة المختارة. يناير 2007، صفحة 1 و68.